# Basilica di San Giacomo Maggiore
La basilica di San Giacomo Maggiore (baséllica ed San Iâcum Mazåur in bolognese) è un luogo di culto cattolico della città di Bologna. Fu fondata nel 1267 come chiesa dell'ordine degli Agostiniani. Al suo interno si trova la cappella Bentivoglio, splendida architettura di metà Quattrocento, ricca di opere d'arte rinascimentali.

## Storia
Già dal 1247 la comunità di eremiti del beato Giovanni Bono da Mantova, detti Giamboniti, si era stabilita a ridosso delle mura di Bologna lungo il corso di allora del Savena, dove fondarono il loro monastero e la chiesa dedicata a San Giacomo. Gli eremiti di San Giacomo di Savena vennero a far parte del nuovo grande organismo detto "Ordine Eremitano di Sant'Agostino", voluto nel 1256 da papa Alessandro IV, il cui primo generale fu Lanfranco Settala da Milano, giambonita proveniente dalla comunità bolognese.
Gli eremiti del Savena cercarono presto un luogo più adatto nell'interno della città che agevolasse la loro opera di apostolato ed evitasse i disagi di un luogo rivelatosi malsano: così il 25 aprile 1267 fu posta la prima pietra della nuova fabbrica sulla strada San Donato, in un luogo adiacente alla chiesetta parrocchiale di Santa Cecilia. I lavori proseguirono lentamente: col tempo i frati riuscirono ad acquistare tutta l'area e a portare avanti l'edificio, grazie alle elargizioni di fedeli e alla riscossione delle gabelle concessa dal Comune. L'edificio fu terminato nel 1315, ma la sua consacrazione avvenne nel 1344, dopo la costruzione della parte absidale (1331-1343).
La chiesa era a navata unica coperta con tetto spiovente con capriate a vista (forse a carena) e terminava con una cappella di testata ad abside poligonale, fiancheggiata da due cappelle quadrate, tutte e tre coperte a volta. Di impostazione romanica, ispirata alla semplicità e alla povertà degli Ordini mendicanti, la chiesa dimostrava una concezione dello spazio già di ispirazione gotica (slancio verticale, finestre ogivali, arche funerarie).
Nel Quattrocento i Bentivoglio la presero sotto particolare protezione e vi realizzarono la loro cappella gentilizia (1463-1468) e il lungo portico sulla strada di San Donato (1477-1481). Nel 1471 fu sopraelevato il campanile e tra il 1483 e il 1498 l'interno venne stravolto, realizzando, in luogo delle capriate lignee medievali, una nuova copertura con tre volte a vela e una cupola. Si vennero così a creare anche gli spazi per le nuove cappelle sulle pareti laterali che si arricchirono di altari rinascimentali e barocchi con profusione di dipinti.
Con l'avvento napoleonico e la soppressione degli Ordini religiosi, gli Agostiniani furono allontanati; rientrarono nel 1824, ma parte del loro convento era divenuto, fin dal 1804, sede del Conservatorio Musicale. Gli Agostiniani abbandonarono definitivamente il convento di San Giacomo dopo il 1860 con le cosiddette leggi eversive del nuovo Regno d'Italia, rimanendo come custodi della chiesa.
Il convento agostiniano assunse un importante ruolo culturale e fu uno dei più insigni Studi Generali dell'Ordine. Tra i personaggi insigni di questo convento vanno ricordati: Ugolino Malebranche da Orvieto, Giacomo da Viterbo, il cardinale Seripando, Cherubino Ghirardacci, Luigi Torelli O.S.A., Jacopo della Lana, Simone da Todi, Matteo da Rimini, Stefano Bellesini, Domenico Agresti.

## Descrizione

### Esterno

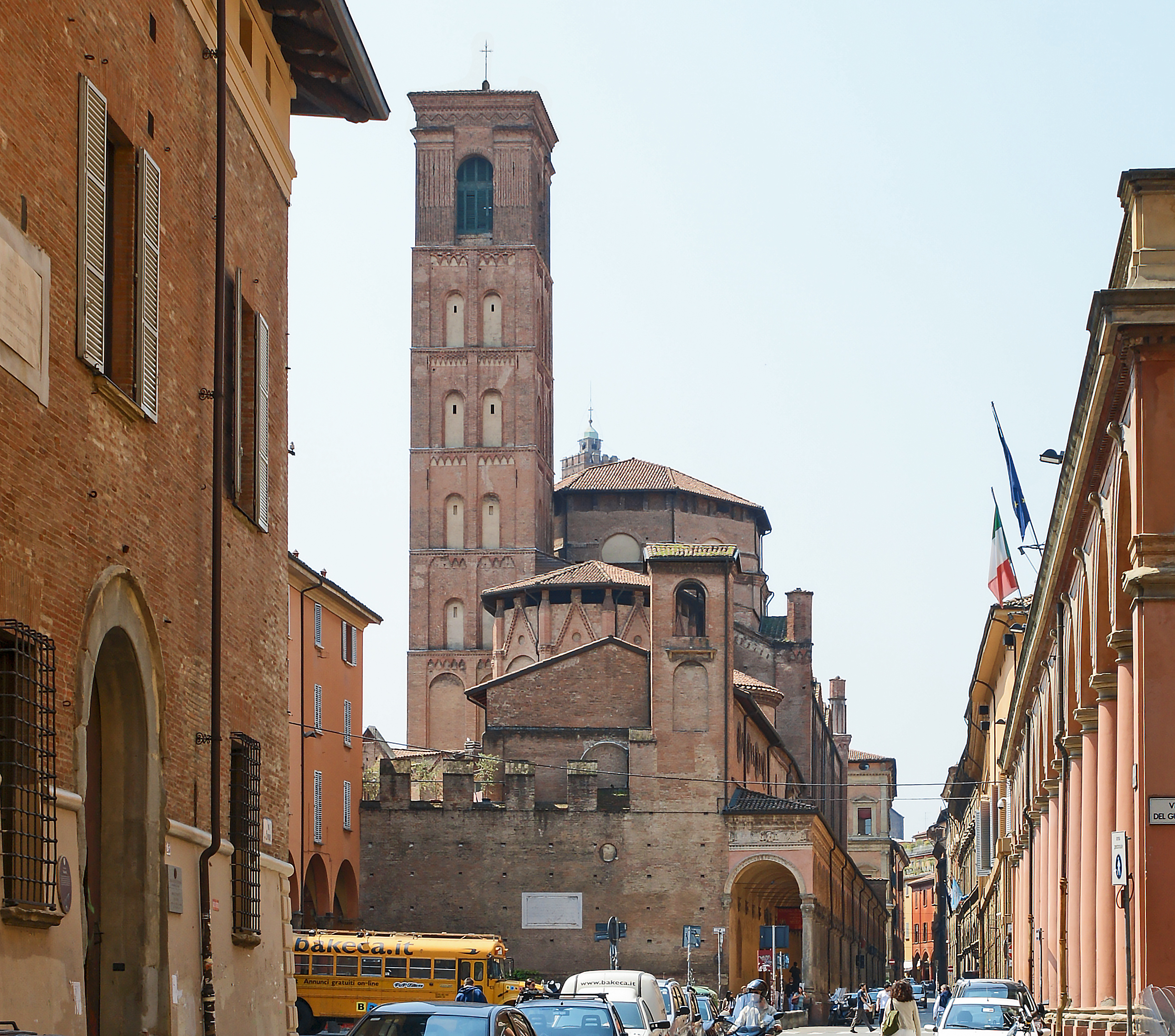
Parte absidale con gli avanzi delle mura e il campanile

#### La facciata
È la parte più antica di San Giacomo, a due spioventi, con slanciate proporzioni tardo-romaniche. Gli ornati in pietra d'Istria sulle finestre ogivali, di gusto veneziano, furono eseguiti da maestri lombardi nel 1295. Forse ai primi del Trecento furono aggiunte in facciata le quattro celle sepolcrali archiacute, di poco successive a quelle sotto il portico, e il protiro originale fu modificato riadattando i leoni stilofori che originariamente erano rivolti verso l'esterno. Sulla destra, l'entrata dell'antico convento, ora Conservatorio "G. B. Martini", e la tomba cinquecentesca di Annibale Coltelli.

#### Portico rinascimentale
Il portico, comunemente attribuito a Tommaso Filippi, ha 36 colonne con capitelli corinzi; la trabeazione reca un bel fregio con figurazione costante. Sotto si presenta la serie delle arche sepolcrali duecentesche a sesto acuto, alcune delle quali conservavano affreschi (ora staccati e depositati in chiesa).

#### Chiostrini
Un portichetto del Quattrocento e un altro del Cinquecento si possono vedere dall'ingresso laterale sotto il portico (via Zamboni 15; accesso anche alla chiesetta di Santa Cecilia). Nel portichetto notare la ghiera in terracotta dell'occhio della cappella centrale, dove è inciso in bellissimi caratteri gotici il testo latino dell'Ave Maria.

#### La parte absidale
Il complesso di S. Giacomo è racchiuso dal lato di Piazza Verdi dagli unici avanzi delle mura merlate del Mille. A queste si addossa il campaniletto e la chiesetta di S. Cecilia e, sulla destra, la testata del portico bentivolesco; a sinistra, si erge il campanile. Sopra la tribuna si intravede anche la testata a capanna dell'antica fabbrica, con l'incorniciatura ad archetti trilobati che corona tutto il perimetro della chiesa. Più in alto la cupola rinascimentale nel rifacimento sommario di Antonio Morandi detto il Terribilia.
Campanile e Campane
Sopra alla parte absidale si erge il bel campanile, che raggiunge la considerevole altezza di 52 metri risultando uno dei più alti di Bologna.
Le scale di salita sono in legno, a rampe piuttosto ripide.
Nella cella campanaria è alloggiato un bel concerto di 5 campane, così caratterizzato:
1^ Campana (Grossa)                                                       Nota: Mi3; diametro: cm 115,5; fonditore: Anchise Censori; anno: 1565; peso: circa kg 1100
2^ Campana (Mezzana)                                                 Nota: Sol3; diametro: cm 100,7; fonditore: Gaetano Brighenti; anno: 1842; peso: kg 651
3^ Campana (Mezzanella)                                              Nota: La3; diametro: cm 89,7; fonditore: Gaetano Brighenti; anno: 1842; peso: kg 454
4^ Campana (Piccola)                                                    Nota: Si3; diametro: cm 80; fonditore: Gaetano Brighenti; anno: 1842; peso: kg 320
5^ Campana (Piccola del Maggiore)                            Nota: Re4; diametro: cm 65,7; fonditore: Gaetano Brighenti; anno: 1844; peso: kg 189
In cella campanaria è poi presente un'ulteriore piccola campana, fuori concerto, probabilmente usata in passato come richiamo per i campanari.
Il concerto dà la possibilità di comporre due "quarti" distinti: uno in "tono minore" se si utilizzano le quattro campane più grosse e uno in "tono maggiore" se si utilizzano le quattro campane più piccole.
In particolare, il "quarto minore" è considerato uno dei più bei "doppi" di tutta Bologna, caratterizzato dalla voce piena, armoniosa e robusta delle tre piccole a cui si contrappone il botto ruvido ma allo stesso tempo dolce della grossa. La piccola del maggiore, aggiunta due anni dopo le altre, pur abbastanza intonata, ha poca sonorità.
Le campane sono montate sui tradizionali ceppi in legno tipici del sistema di suono "alla bolognese", che consentono di suonarle in questo modo. Le quattro maggiori si trovano l'una allineata all'altra, su di un bel "castello" in legno del tipo "a capriate"; la piccola del maggiore si trova invece nella parte superiore della cella, su di un apposito telaio sempre in legno.
Fino al 2000 3^ e 4^ campana (le due piccole del "quarto minore") erano dotate di un impianto di elettrificazione a catene per il suono a distesa per l'annuncio delle funzioni; in seguito tale impianto è stato dismesso (con rimozione delle relative ruote dai ceppi) e sostituito da un nuovo impianto ad altoparlanti che diffonde il suono delle stesse campane di San Giacomo, di cui è stato effettuato un accurato campionamento di tutti i suoni tradizionali eseguiti dai campanari ("doppi", "tirabasse", "squinquini", "scampanio" ecc.) assieme ad altri segnali ("Angelus", "Ave Maria", segni funebri, richiami per funzioni ecc.) che vengono sapientemente abbinati alle varie occasioni liturgiche e necessità della basilica.
Il castello è funzionale alla pratica di tutte le varie forme di suono della tecnica "alla bolognese", dal doppio "a cappio" a quello "a trave", allo "scampanio" a campane ferme. La mole dei bronzi e la pronunciata oscillazione della torre richiedono tuttavia una squadra di campanari nutrita, affiatata ed esperta. Appuntamento annuale per i campanari su questa torre è la festa di Santa Rita (22 maggio), a solennizzare questa ricorrenza particolarmente significativa per i Padri Agostiniani e per i bolognesi che vengono qui in gran numero a ricevere le tradizionali rose benedette.

### L'interno

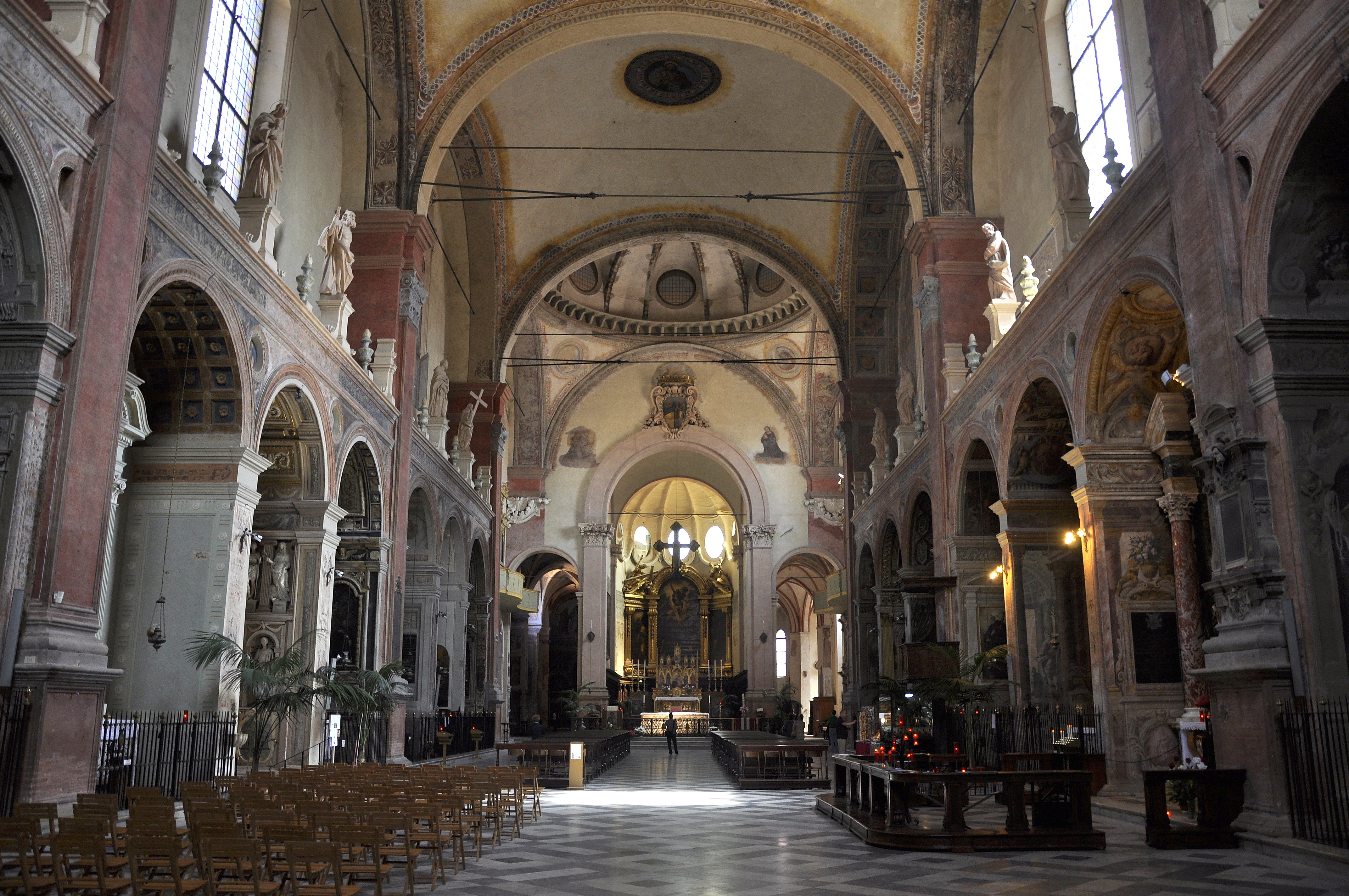
L'interno della basilica

È arioso e imponente nel suo assetto rinascimentale, con sovrastrutture barocche. Le grandi volte a vela recano gli affreschi con i Santi Nicola da Tolentino, Agostino e Giacomo Maggiore, eseguiti nel 1495 dalla bottega del Francia e del Costa.

#### Le cappelle e le opere d'arte
- I. Cappella della Compagnia della Consolazione, detta anche "dei Centurati". Madonna della Cintura con il Bambino, dipinto su tavola, copia dell'affresco della scuola del Francia coperto dall'ancona stessa.
- II. Cappella Coltelli. Dipinto settecentesco con Sant'Agostino e santa Monica di Antonio Rossi.
- III. Cappella Malvezzi, già dedicata a santa Rita e ora a san Giovanni da Sahagun (1430 ca.-1479), agostiniano. La pala con Cristo che appare a san Giovanni da Sahagun (1620) di Giacomo Cavedoni.
- IV. La Conversione di san Paolo (1573) è una delle migliori opere di Ercole Procaccini. Sul pilastro memoria di Isotta Manzoli Bentivoglio, morta nel 1622, con ritratto in marmo policromo della defunta.
- V. Cappella Pepoli, è attualmente dedicata a santa Rita di Cascia, agostiniana. Pala con Cristo che appare a S. Rita coi santi Francesco e Piriteo Malvezzi, (1734) dal senese Galgano Perpignani.
- VI. Cappella della Compagnia dei Gargiolari (arte della canapa). Pala con la Madonna e i santi Agostino, Stefano, Giovanni Battista, Antonio abate e Nicolò, con i committenti coniugi Brigola, nel 1565 da Bartolomeo Passarotti. La cappella è inquadrata dalle prospettive ornati eseguiti nel 1673 da Angelo Michele Colonna e Giacomo Alboresi.
- VII. Cappella Orsi, Prospero Fontana dipinse la pala che rappresenta la Elemosina di sant'Alessio (1576) e gli affreschi della volta col coro degli angeli e due storie del santo. Sopra l'altare è l'urna con le spoglie del beato Simone da Todi, agostiniano, morto a Bologna nel 1322.
- VIII. lo Sposalizio mistico di S. Caterina e i santi Giuseppe, Giovanni Battista, Giovanni Evangelista e Maddalena, è una tavola firmata e datata 1536 di Innocenzo Francucci da Imola; nella predella piccolo Presepe. Anche gli affreschi laterali sono di Innocenzo, eseguiti forse nel 1514. Sulla parete sinistra è la Tomba del giureconsulto Giovan Battista Malavolta (1533), di Alfonso Lombardi.
- IX. Cappella Bianchetti. Sia la progettazione architettonica che i dipinti sono di Tommaso Laureti.
- X.Cappella Guidalotti. Il San Rocco è opera assai pregevole della piena maturità di Ludovico Carracci. La decorazione della volta e delle pareti è della scuola carraccesca.
- XI. Cappella Malvasia dedicata a San Michele Arcangelo. Gli affreschi delle pareti (i quattro dottori) e della cupoletta (i quattro Evangelisti) sono di Lorenzo Sabbatini (prima del 1570); la pala con la Madonna con il Bambino e san Giovannino, san Michele e il diavolo è del Sabbatini aiutato dal suo discepolo Denijs Calvaert.
- XII. Cappella Poggi, dedicata a San Giovanni Battista; fatta costruire dal cardinale Giovanni Poggi per la sua sepoltura. I lavori furono affidati a Pellegrino Tibaldi (1552-1555). A destra la Concezione del Battista; a sinistra Giovanni che battezza le folle. Sulla volta, negli ovali sono raffigurati Natività del Battista, Danza di Salomè, Decapitazione del Battista e Il capo di Giovanni portato al banchetto di Erode, affreschi di Prospero Fontana, su cartoni del Tibaldi. Sull'altare, pala con il Battesimo di Gesù, datata 1561 ed eseguita da Prospero Fontana.

L'elegante portale per cui si accede alla gotica sacrestia fa da base al Monumento Fava, (fine Cinquecento). La gotica sacrestia (opera di Azzo di Domenico del 1385) conserva pregevoli armadi di varie epoche.

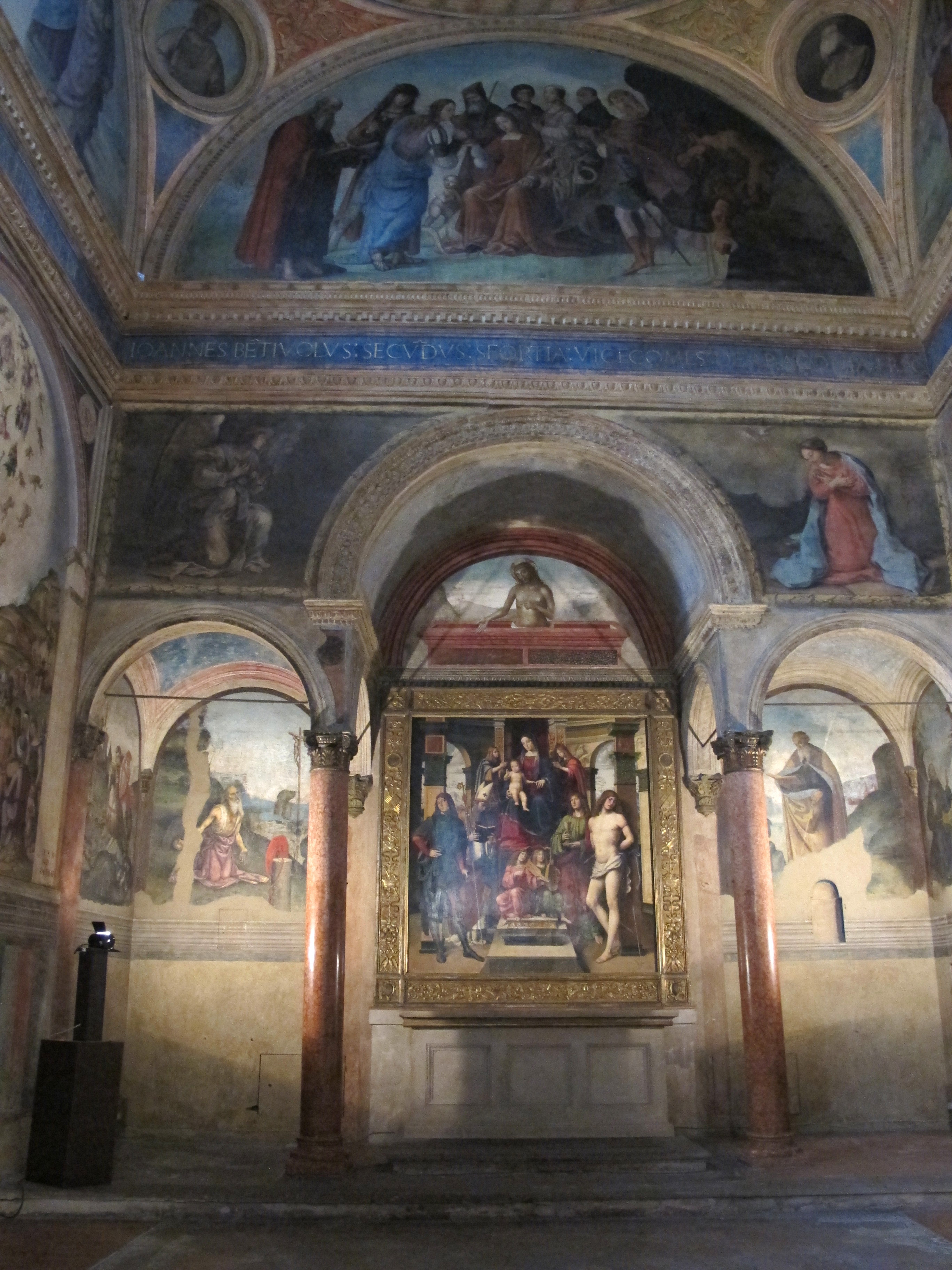
La cappella Bentivoglio

- XIII. Cappella Castagnoli-Zanetti, incassata tra i due grandi pilastri esterni del campanile. Nella parete di fronte Crocifisso di Iacopo di Paolo, dipinto anche nel retro (1426).
- XIV. Cappella Calcina, dedicata ai santi Cosma e Damiano. Sulle pareti Episodi della vita di santa Maria Egiziaca, affreschi di Cristoforo da Bologna, della seconda metà del Trecento.

Madonna in trono con Bambino, Santa Caterina d'Alessandria, San Cosma, San Damiano e il committente Scipione Calcina. 
PALA D'ALTARE, 1589.
Lavinia Fontana (1552-1614), pittura a olio, 320 cm x 200 cm.
Come documenta una lapide murata nella cappella di famiglia, la pala fu eseguita nel 1589 per Scipione Calcina. Questi era un uomo d'affari appartenenete ad una famiglia tradizionalmente di medici; già nel 1408 un Calcina aveva fatto erigere una cappella in San Giacomo, dedicandola ai Santi Cosma e Damiano.

- XV. Cappella Cari, dedicata alla Santa Croce. Sull'altare, Polittico di Iacopo di Paolo, opera della maturità del pittore, eseguito attorno al 1420. Sulla parete sinistra, grande Crocifisso di Simone da Bologna, detto dei Crocifissi, firmato e datato 1370. Sulla parte destra, Crocifissione della fine del XIII secolo, staccato dalle arche esterne della chiesa.
- XVI. Cappella Cantofoli-Diolaiti, dedicata a Sant'Anna. La pala, Sant'Anna che insegna a leggere alla Vergine, con san Gioacchino ed angeli, è opera giovanile di Giambattista Grati (1705).
- XVII. Cappella Malvezzi, dedicata a San Lorenzo. Qui sono collocati gli affreschi staccati dalle celle sepolcrali del portico, tra i pochissimi esempi di pittura tardo-romanica a Bologna (fine del XIII secolo). Nella parete di fronte, due sculture in terracotta: Sepolcro del filosofo Nicolò Fava, (1439) e Sepolcro del medico Nicolò Fava (1483) di Iacopo della Quercia.
- XVIII. Cappella Manzoli, dedicata a San Bartolomeo. Alle pareti i due fastosi altorilievi barocchi con la Decollazione di san Nicolino e Santa Giuliana riceve la comunione da san Petronio, riuscite opere di Giuseppe Maria Mazza (1681). Sulla parete di fronte, Cenotafio di Alessandro Fava, morto a 19 anni nella battaglia di Lepanto.
- XIX. Cappella Bentivoglio. Il progetto, di chiara ispirazione brunelleschiana, è dell'architetto Pagno di Lapo Portigiani da Fiesole che lo realizzò tra il 1463 e il 1468; splendida pavimentazione in piastrelle di maiolica della bottega dei Della Robbia (1489), con tracce ancora visibili degli stemmi Bentivoglio. La decorazione pittorica fu invece affidata a Lorenzo Costa, che dipinse la Madonna in trono e la famiglia Bentivoglio (1488) ex voto per la scampata congiura dei Malvezzi. A destra il Monumento di Annibale a cavallo (1458). Sulla parete sinistra, i due grandi affreschi allegorici, il Trionfo della Morte e il Trionfo della Fama (1490) ancora del Costa. Sull'altare la splendida pala con la Madonna in trono e i santi Giovanni, Sebastiano, Agostino e Floriano di Francesco Raibolini detto il Francia, databile attorno al 1494. Nella parete di fronte, la Tomba di Anton Galeazzo Bentivoglio, opera di Iacopo della Quercia del 1438.
- XX. Cappella Cartari-Gandolfi.
- XXI. Cappella Malvezzi-Ranuzzi dedicata a Santa Margherita. Qui vi era il grande affresco San Giacomo alla battaglia di Clavijo (1360-70) di Iacopino di Francesco, attualmente presso la Pinacoteca Nazionale. All'altare Madonna e santi di Lavinia Fontana.
- XXII. Cappella Malvezzi. Pala con la Vergine e le sante Caterina e Lucia e il beato Riniero, (1598 circa) di Denijs Calvaert.
- XXIII. Cappella Paleotti, dedicata a San Giovanni Battista, ha una pala con la Vergine in gloria e i santi Benedetto, Giovanni Battista e Francesco (fine Cinquecento) di Bartolomeo Cesi.
- XXIV. Altare maggiore. Sull'altare, grande Polittico della reliquia della Santa Croce, databile attorno al 1345, una delle opere più belle di Paolo Veneziano. Nelle pareti del coro, a destra Gesù appare a S. Agostino, del fiammingo Michele Desubleo.
- XXV. Cappella Casali-Loiani. La pala col Martirio di santa Caterina d'Alessandria è opera giovanile di Tiburzio Passarotti (firmata e datata 1577).
- XXVI. Cappella Sassoni-Campana. La pala con la Vergine, san Nicola di Bari e le tre giovanette è di Ercole Procaccini (1582). Sul pilastro oltre la porta, è una bella Madonna col Bambino di Pietro di Giovanni Lianori (primo decennio del XV secolo).
- XXVII. Cappella Magnani. Pala con la Presentazione di Gesù al tempio e decorazioni (1575) di Orazio Samacchini.
- XXVIII. Cappella Bonasoni-Boari, dedicata a San Nicola da Tolentino.
- XXIX. Cappella Manzini. Il dipinto sull'altare, Sant'Orsola con le compagne (1550 circa), già attribuito a Biagio Pupini, è stata recentemente riconosciuta come opera di Giacomo Raibolini, figlio del famoso Francesco detto il Francia. A sinistra, Monumento sepolcrale di Girolamo Bono, medico e filosofo.
- XXX. Cappella Vitali-Belluzzi. La Elemosina di san Tommaso da Villanova è opera di Ginevra Cantofoli. Monumento funebre del cardinale Girolamo Agucchi, opera in stucco di Gabriele Fiorini, eseguita dopo il 1605.
- XXXI. Cappella Crescimbeni. Sull'altare un San Girolamo, copia eseguita forse nella bottega del Guercino attorno al 1640.
- XXXII. Cappella Magnani. Pala con la Vergine e i santi Guglielmo d'Aquitania, Cecilia e Agata, eseguita attorno al 1580 da Tommaso Laureti. Gli affreschi laterali coi Santi Procolo e Floriano, della maniera del Tibaldi, sono attribuibili a Gianfrancesco Bezzi, detto il Nosadella.
- XXXIII. Cappella Bavosi. Il dipinto con la Cena del Signore è copia del quadro di Federico Barocci, coeva all'originale (1609). Gli affreschi sono di Giacomo Cavedoni (1615).
- XXXIV. Cappella Duglioli. La pala con l'Angelo Custode è di Domenico degli Ambrogi, detto Menghino del Brizio (1626).
- XXXV. Cappella Malvezzi. Crocifisso della metà del XV secolo con accenti tardo-gotici di ispirazione transalpina.
- Negli anni quaranta la chiesa è stata arricchita da un pregevole presepio con statue in terracotta policroma dello Scultore Cesarino Vincenzi.

#### Organi a canne
Nella basilica si trovano due organi a canne:
- sulla cantoria nel transetto di destra vi è uno strumento costruito da Giuseppe e Paolo Benedetti nel 1776 riutilizzando la cassa lignea di un organo del 1687;
- sulla cantoria nel transetto di sinistra vi è una coeva cassa d'organo, priva però dello strumento che venne trasferito a Galliera nel 1901;
- a pavimento nel coro vi è un organo positivo costruito nel 1827 opera di Alessio Verati, ricomposto nel 1960 circa da Armano Pasta.

### L'Oratorio di Santa Cecilia

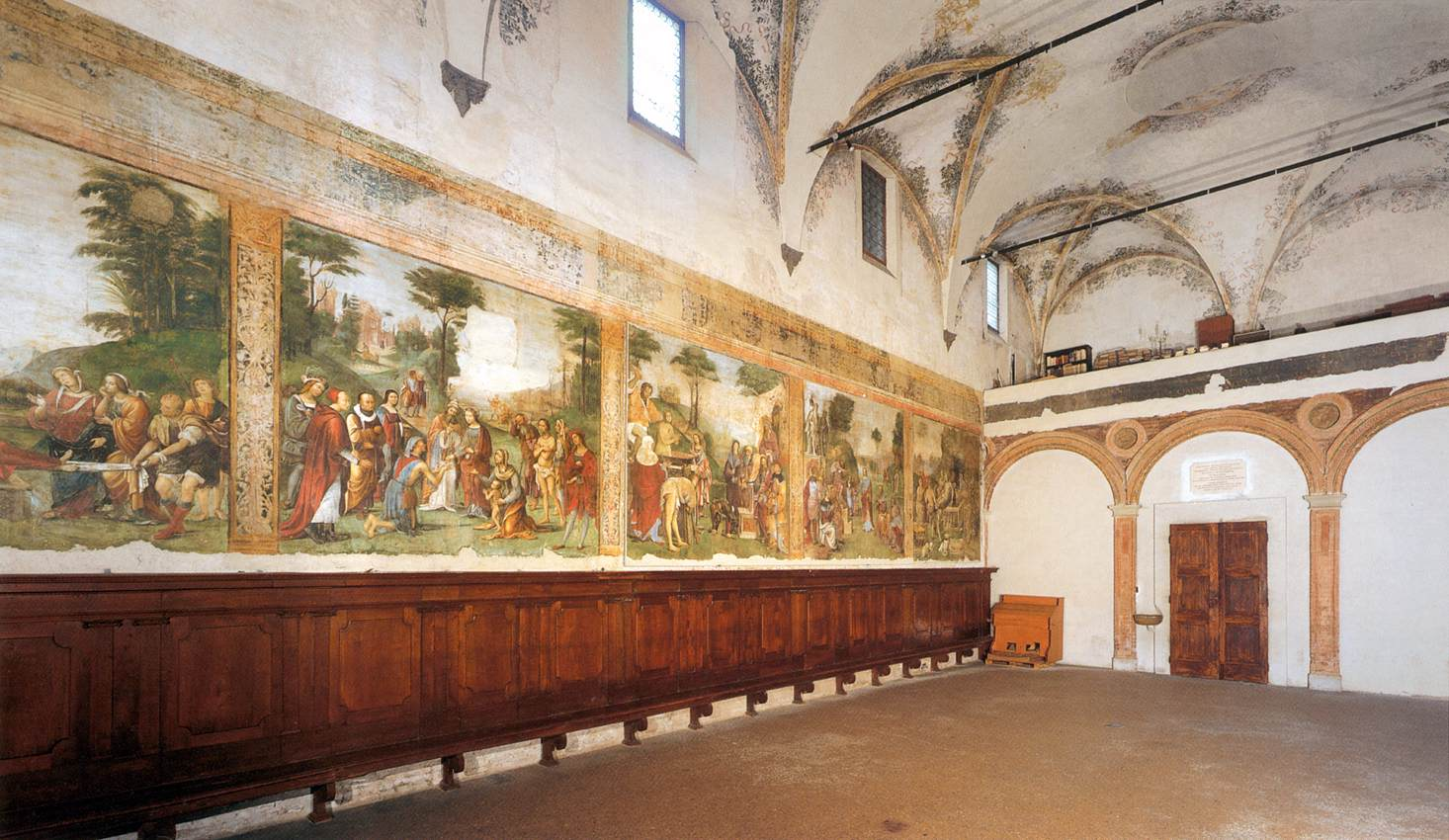
L'interno dell'oratorio di Santa Cecilia con gli affreschi di Amico Aspertini

Dall'ingresso laterale del Convento agostiniano di San Giacomo si accede all'Oratorio di Santa Cecilia. Le origini di questa costruzione risalgono a prima del 1267, quando gli agostiniani comprarono il terreno su cui oggi sorge San Giacomo. Oggi l'Oratorio è uno dei luoghi più straordinari del Rinascimento bolognese. Al suo interno si trova un ciclo di dieci affreschi iniziato nel 1506 sulla vita di Santa Cecilia che sono opera di Francesco Francia, Lorenzo Costa e Amico Aspertini.

## Galleria d'immagini

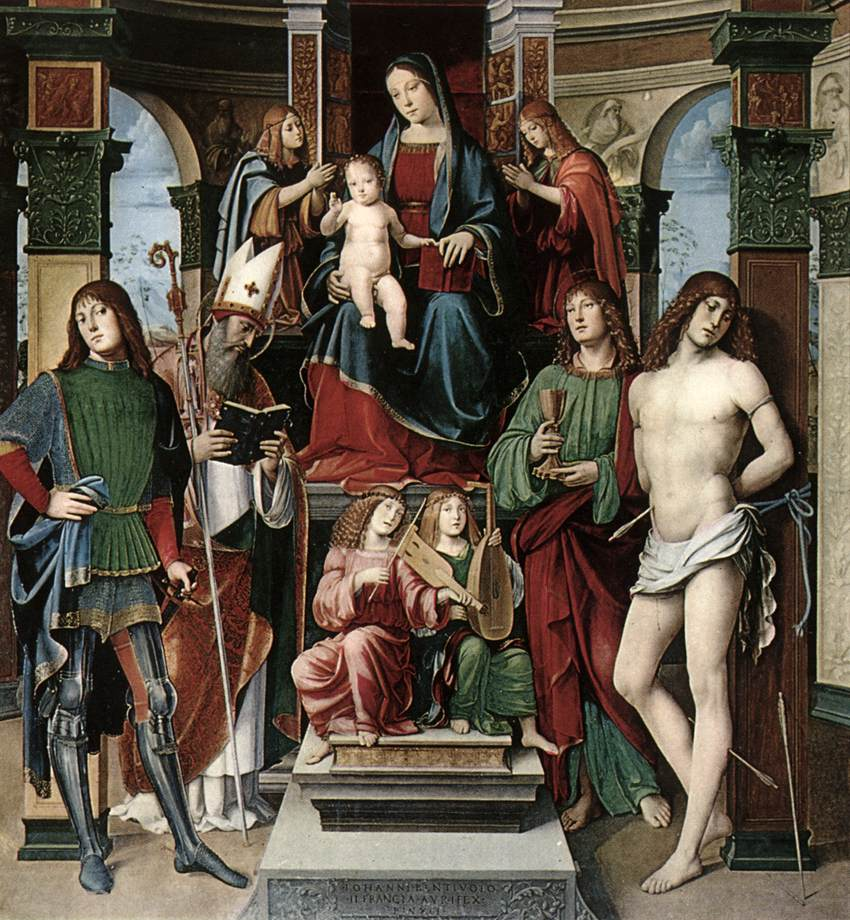
Francesco Francia,Madonna e Santi, Cappella Bentivoglio
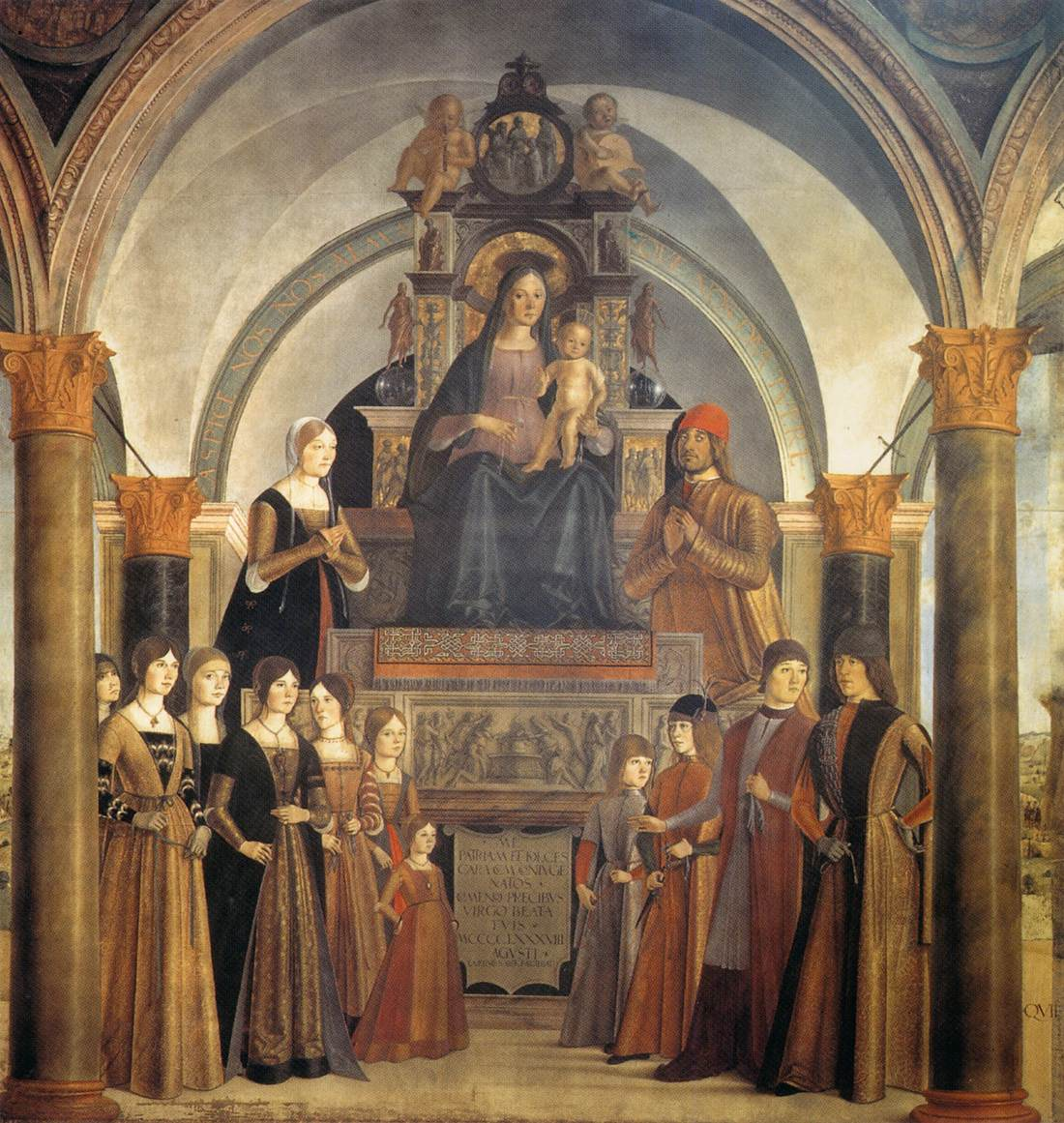
Lorenzo Costa, Pala Bentivoglio, Cappella Bentivoglio
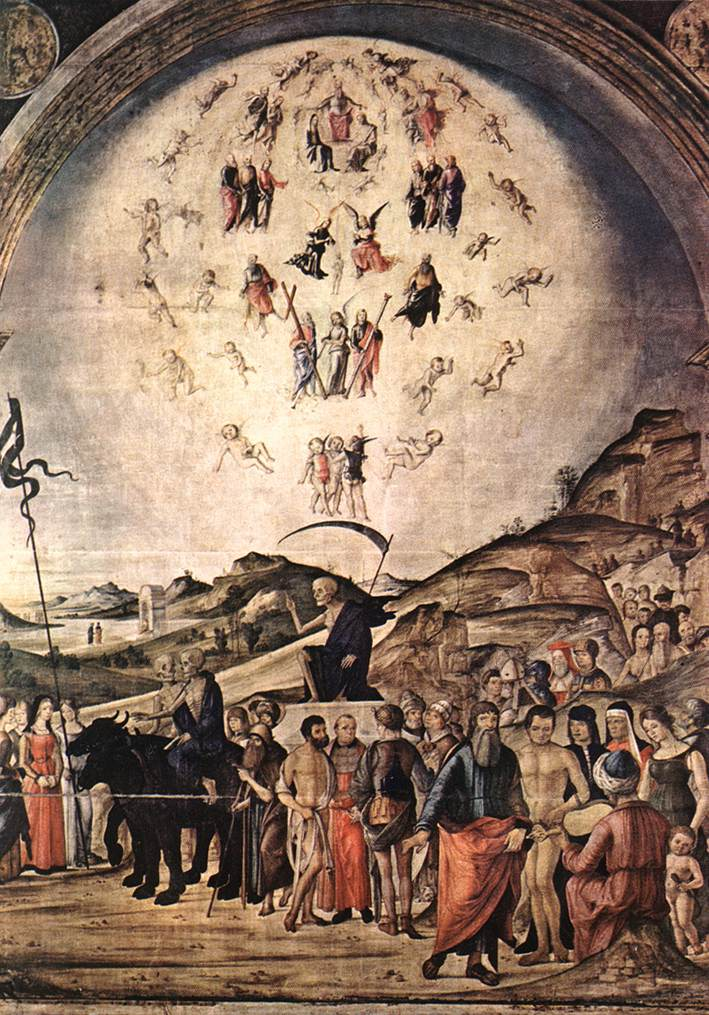
Lorenzo Costa, Il Trionfo della Morte, Cappella Bentivoglio
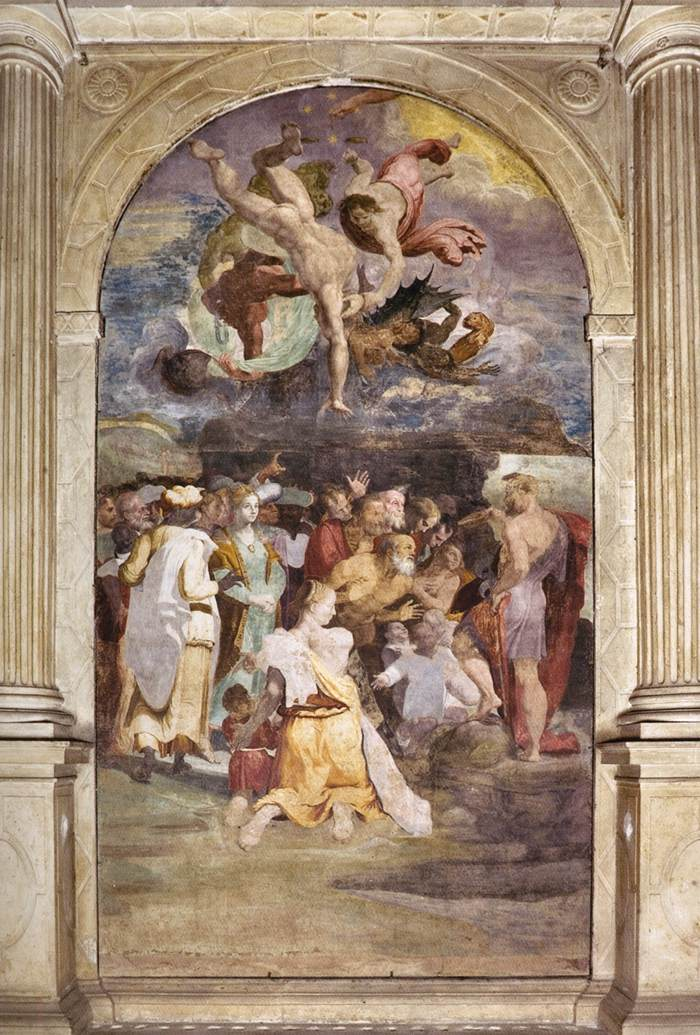
Pellegrino Tibaldi, Giovanni Battista battezza la folla, Cappella Poggi
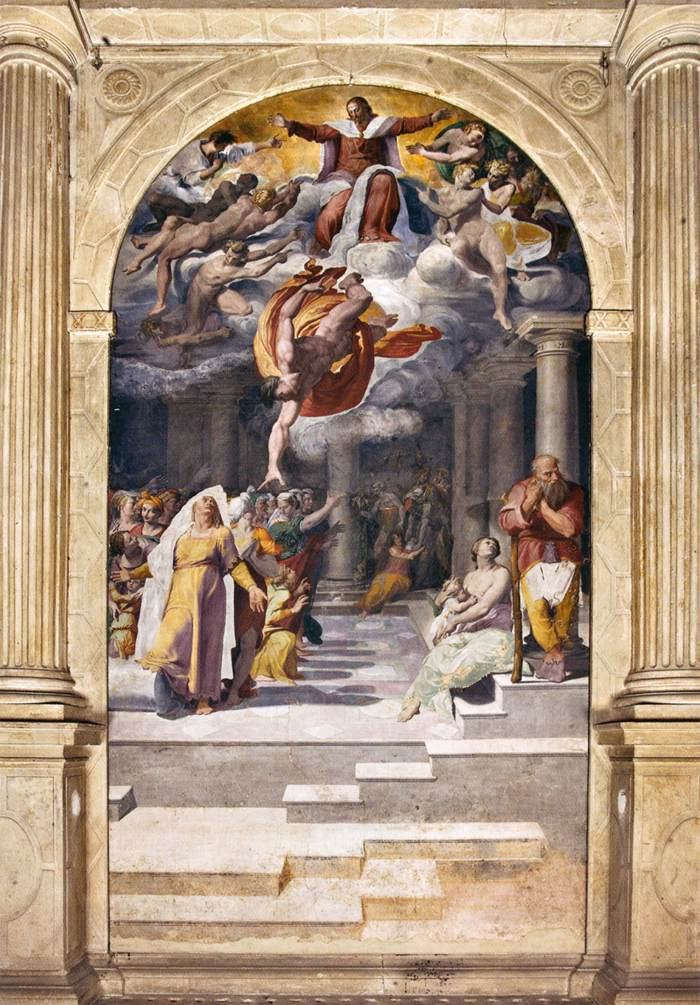
Pellegrino Tibaldi, La Concezione del Battista, Cappella Poggi